# Alberto Delgado Cebrián
Alberto Delgado Cebrián (San Sebastián, 6 de julio de 1938) es un periodista español.

## Trayectoria profesional
Especialmente durante la época de la Transición Española, su rostro estuvo asociado a los servicios informativos de Televisión Española, donde ingresó en 1970.
Hijo del director de cine Fernando Delgado y nieto del escritor Sinesio Delgado, se graduó en Periodismo en 1959. Tras estudiar el bachillerato en el instituto Cervantes y algunos cursos de la carrera de Ciencias Políticas en la Universidad de Madrid, comenzó su actividad profesional en la Agencia Pyresa, donde llegó a ser Jefe de Información Política durante seis años. Al final su relación con esa empresa pasó una temporada en el diario Arriba.
Su paso por Televisión española lo convirtió en uno de los rostros de la información política durante la etapa de la Transición en España, junto a otros profesionales como Ladislao Azcona, Pedro Macía o Eduardo Sotillos. Especializado en asuntos parlamentarios, compaginó su presencia en el Telediario última edición (entre 1971 y 1983), con programas de información sobre las Cortes como Las Instituciones (1974-1975), Parlamento (1978-1981) u Opinión Pública (1981).
En 1983 se le puso al frente de la secretaría general de Informativos de TVE, puesto que ocupa hasta 1984. En los años posteriores, mantuvo una presencia mucho más discreta en los programas de la cadena hasta su jubilación. En 2020 presenta su libro de memorias: Memorias (apresuradas) de un periodista de la Transición 
Ha sido galardonado con la Encomienda de Alfonso X el Sabio, la Cruz de Oficial del Mérito Civil, y la Cruz de oficial y Encomienda del Mérito Agrícola.

## Obras publicadas
- Viaje de un buque español por el Mediterráneo. Ed. Oficina Central Marítima, 1960.
- Sinesio Delgado y su obra. Ediciones de Conferencias y Ensayos, 1963
- Libertad de prensa e imprenta. 1966
- Introducción al periodismo. Ed. Alhambra, 1981. ISBN 8420508179
- Memorias de un Madrid vivido. Editorial La Librería, 1999. ISBN 9788489411395
- Generaciones de comerciantes, un viaje en el tiempo. Ed. Cámara Oficial de Comercio e Industria de Madrid, 2010.
- Memorias (apresuradas) de un periodista de la Transición. Ediciones El Forastero, 2020. ISBN 9788412148985

- Datos: Q5662970